# Hickman and Obion Railroad
Die Hickman and Obion Railroad war eine amerikanische Bahngesellschaft in Tennessee und Kentucky.

## Geschichte
Die Bahngesellschaft erhielt am 20. Dezember 1853 von der Generalversammlung von Tennessee und im Zeitraum 1853/1854 vom Staat Kentucky die Konzessionen zum Bau einer Bahnstrecke zwischen Hickman (Kentucky) und der Bahnstrecke der Mobile and Ohio Railroad im Obion County. Die Konzession enthielt die Verlängerung bis Dresden (Tennessee), wenn die Nashville and Northwest Railroad ihre geplante Strecke nicht errichtet. Es wurde kurz nach der Genehmigung mit dem Bau der 22,5 Kilometer langen Bahnstrecke zwischen Hickman und dem späteren Union City begonnen. Am 16. November 1855, vor Fertigstellung der Bahnstrecke, erhielt die Nashville and Northwestern Railroad (N&NW) die Genehmigung zur Übernahme der Bahngesellschaft. Die Gesellschaft übernahm alles vorhandene Vermögen und alle Rechte der Hickman & Obion Railroad im Rahmen einer 1000-jährigen Pacht, erwarb die Aktienmehrheit und verpflichtete sich die Bahnstrecke fertigzustellen. In der Folge beendete die Hickman & Obion Railroad ihre wirtschaftliche Tätigkeit. Mit der Übernahme konnte die N&NW ihre geplante Bahnstrecke zwischen Nashville und Hickman am Mississippi vollenden. Die Nashville and Northwestern Railroad wurde 1873 von der Nashville, Chattanooga and St. Louis Railway übernommen.
Präsident der Gesellschaft mit Sitz in Hickman war der Bezirksrichter von Hickman, A. D. Kingman.